# Tyrannochthonius japonicus
Espèce
Synonymes
- Chthonius japonicus Ellingsen, 1907
- Tyrannochthonius dogoensis Morikawa, 1954

Tyrannochthonius japonicus est une espèce de pseudoscorpions de la famille des Chthoniidae.

## Distribution
Cette espèce se rencontre au Japon, à Taïwan et en Chine.

## Liste des sous-espèces
Selon Pseudoscorpions of the World (version 3.0) :
- Tyrannochthonius japonicus dogoensis Morikawa, 1954
- Tyrannochthonius japonicus japonicus (Ellingsen, 1907)

## Étymologie
Son nom d'espèce lui a été donné en référence au lieu de sa découverte, le Japon.

## Publications originales
- Ellingsen, 1907 : On some pseudoscorpions from Japan collected by Hans Sauter. Nytt Magasin for Naturvidenskapene, vol. 45, p. 1-17.
- Morikawa, 1954 : Two new species of Chthoniinea from Japan. Japanese Journal of Zoology, vol. 11, p. 329-331.